# Calicnemia erythromelas
Calicnemia erythromelas е вид водно конче от семейство Platycnemididae. Видът не е застрашен от изчезване.

## Разпространение и местообитание
Разпространен е във Виетнам, Лаос, Мианмар и Тайланд.
Обитава сладководни басейни и потоци.

## Описание
Популацията на вида е стабилна.